# Hrpelje
Hrpelje (wymowaⓘ) – wieś w Słowenii, siedziba gminy Hrpelje-Kozina wraz z miejscowością Kozina. 1 stycznia 2017 liczyła 860 mieszkańców.